# Сакаі Тасуя
Сакаі Тасуя (яп. 坂井 達弥, нар. 19 листопада 1990, Фукуока —) — японський футболіст, що грав на позиції захисника.

## Клубна кар'єра
Грав за команду Саган Тосу, Matsumoto Yamaga FC, V-Varen Nagasaki.

## Виступи за збірну
Дебютував 2014 року в офіційних матчах у складі національної збірної Японії. У формі головної команди країни зіграв 1 матч.

## Статистика
Статистика виступів у національній збірній.
| Збірна Японії | Збірна Японії | Збірна Японії |
| Роки          | Ігри          | голи          |
| ------------- | ------------- | ------------- |
| 2014          | 1             | 0             |
| Усього        | 1             | 0             |